# Apodanthera eriocalyx
Apodanthera eriocalyx är en gurkväxtart som beskrevs av Célestin Alfred Cogniaux. Apodanthera eriocalyx ingår i släktet Apodanthera och familjen gurkväxter. Inga underarter finns listade i Catalogue of Life.